# Роза прощальних вітрів
«Роза прощальних вітрів» — кінофільм режисера Дмитра Сорокіна, що вийшов на екрани в 2012 році.

## Зміст
Герої цієї історії живуть спокійним налагодженим життям. За спиною у сорокарічної домогосподарки зі смішним ім'ям Роза - 20 років шлюбу з успішним бізнесменом Миколою. Авіаконструктор Костянтин Неволін зустрічається з молодою красивою дівчиною Лізою. Випадок зіштовхує Неволіна і Розу в Підмосков'ї дощової ночі. І цю ніч вони проводять разом. Цілком можна було б забути і жити далі - але у героїв це не виходить. Костянтин постійно згадує Розу, та й Роза не може його забути, хоча і намагається переконати себе в тому, що вона щаслива дружина. Сумніви Рози вирішує поява в її домі Марини, коханки її чоловіка Миколи, яка втомилася чекати, поки Микола піде від своєї дружини. Роза йде від чоловіка і змінює імідж - з сорокарічної сумної тітки вона перетворюється на красиву стильну моложаву жінку. Тим часом і Костя Неволін, з яким Розу звела доля, не може більше обманювати свою наречену і йде від неї до Рози. Здавалося б, щастю Рози і Неволіна ніщо не може завадити. Але насправді їх неприємності тільки починаються.

## Ролі
| Актор                 | Роль |
| --------------------- | ---- |
| Тетяна Черкасова      | -    |
| Ілля Носков           | -    |
| Борис Миронов         | -    |
| Наталія Лукеічева     | -    |
| Юлія Кокрятская       | -    |
| Ігор Фурманюк         | -    |
| Вікторія Полторак     | -    |
| Олександр Христофоров | -    |
| Анастасія Москальова  | -    |

## Знімальна група
- Режисер — Дмитро Сорокін
- Сценарист — Марія Ваксман, Алан Хурум
- Продюсер — Влад Ряшин, Олена Теплова, Єлизавета Троїцька